# Giuseppe Bonajuto Paternò Castello
Giuseppe Bonajuto Paternò Castello (Catania, ... – ...; fl. XIX secolo) è stato un politico italiano.

## Biografia
Discendente dal ramo catanese dei Paternò, è stato consigliere comunale e sindaco facente funzioni di Catania. Sui banchi del parlamento è stato un fedele sostenitore di Francesco Crispi. Nella sua città è ricordato, tra le altre cose, per la nuova sede dell'ospedale San Marco, intitolato a Vittorio Emanuele II.